# Mariner 4
Mariner 4, en interplanetarisk rymdsond byggd av den amerikanska rymdflygsstyrelsen NASA, var den fjärde i en serie om 12 planerade sonder (sedermera 10 då de två sista sonderna döptes om till Voyager) i Marinerprogrammet.

## Huvuduppdrag

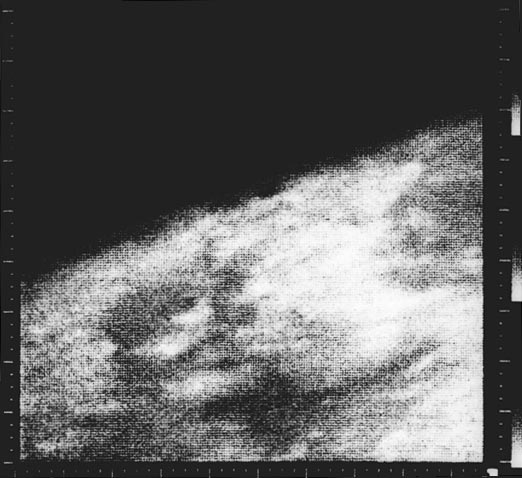
Första närbilden någonsin av planeten Mars.

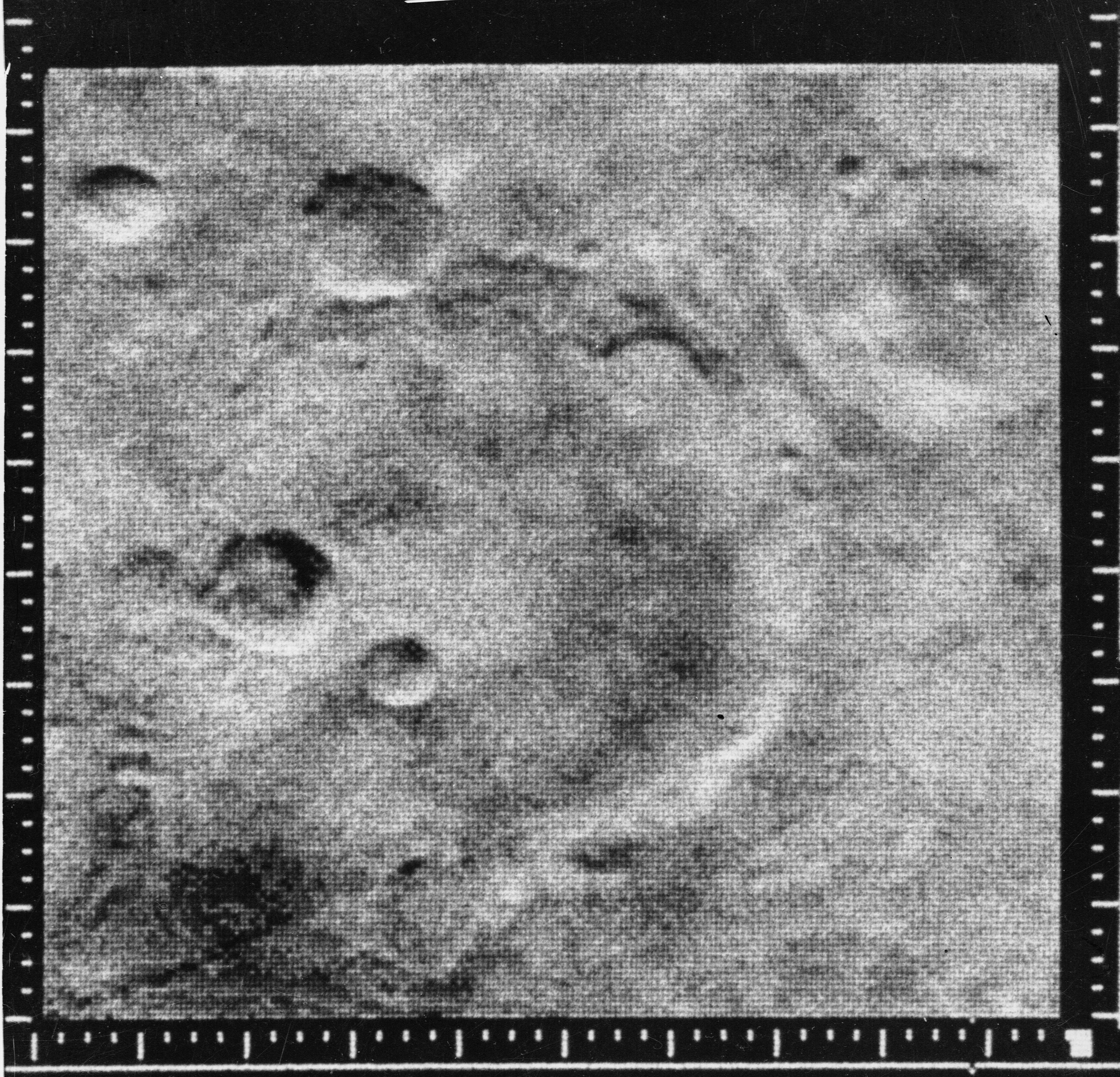
Kratrar på Mars.

Sonden sköts upp den 28 november 1964 med planeten Mars som mål. Väl framme var ett av målen att ta bilder av Mars yta, vilket sonden gjorde i juli 1965. Total mängd tillbakasänd data var cirka 634 kB, varav det mesta utgjordes av 22 bilder.

### Fotnoter
1. 1 2  ”NASA Space Science Data Coordinated Archive” (på engelska). NASA. https://nssdc.gsfc.nasa.gov/nmc/spacecraft/display.action?id=1964-077A. Läst 24 mars 2020.